# Giovanni Domenico Cappellino
Giovanni Domenico Cappellino (Genova, 1580 – Genova, 1651) è stato un pittore italiano.

## Biografia
Giovanni Domenico Cappellino nacque a Genova nel 1580. Fu probabilmente allievo di Giovanni Battista Paggi quando questi tornò dell'esilio fiorentino, acquisendone lo stile. Si specializzò soprattutto nella realizzazione di pale d'altare, fatte per numerose chiese genovesi. Tra i suoi allievi è da ricordare Pellegro Piola, che fu a bottega presso il Cappellino per cinque anni.
Morì nella città natale nel 1651.

## Opere
- San Sebastiano, olio su tela, 1600, Chiesa di Santa Sabina, Genova.
- Martirio di Santa Agata, olio su tela, Chiesa di San Martino d'Albaro, Genova.
- Miracolo di San Francesca Romana, olio su tela, Chiesa di Santo Stefano, Genova.
- Flagellazione, olio su tela, 218x138, Basilica di San Siro, Genova.
- Sansone e Dalila, olio su tela, 123,5x99